# 平井康翔
平井康翔（日语：／ Hirai Yasunari，1990年4月2日—），生于千叶县，日本男子公开水域游泳运动员。2013年毕业于明治大学政治经济学部。

## 运动生涯
2010年以前，平井主攻长距离自由泳。他曾出战2008年世界青年游泳锦标赛，并获得400米自由泳第6名。
2011年7月，平井首次参加世界游泳锦标赛，最终获得5公里第12名和10公里第36名。8月，他在中国深圳举办的世界大学生运动会上以2小时5秒54的成绩获得一枚铜牌。2012年，他首次出战奥运会，最终在10公里上以1小时51分20秒1获得第15名。
2013年7月，平井第二次出战游泳世锦赛，最终在10公里比赛上游出1小时49分52秒8，位列第21名。两年后，他在喀山世锦赛同项目比赛上以1小时50分28秒3的成绩获得11名，虽然仅差一名便能提前获得里约奥运资格，但这已是他在世锦赛该项目的最好名次。
2016年6月，平井在里约奥运马拉松游泳世界预选赛上游出1小时52分31秒2，以第10名的成绩再度获得奥运参赛资格。在8月的奥运正赛上，平井以1小时53分4秒6的成绩获得第8名。
2017年7月，平井再次参加游泳世锦赛，他在男子5公里和10公里两个项目上分别获得第33名和第40名。